# كأس العالم للأندية 2020
كأس العالم للأندية 2020 (بالإنجليزية: 2020 FIFA Club World Cup) المعروفة رسميًا باسم كأس العالم للأندية قطر 2020 المقدمة من علي بابا كلاود لأسباب الرعاية هي النسخة 17 من بطولة كأس العالم للأندية، وهي بطولة دولية لكرة القدم للأندية ينظمها الاتحاد الدولي لكرة القدم بين الفائزين الستة الاتحادات القارية وكذلك أبطال الدوري المحلي للدولة المضيفة.
تم تأجيل الحدث إلى عام 2021 بسبب جائحة فيروس كورونا 2019–20، حيث لم يتم تحديد أبطال دوري أبطال آسيا، كوبا ليبرتادوريس ودوري أبطال الكونكاكاف في الوقت المناسب للبطولة. كان من المقرر عقدها في الأصل في ديسمبر 2020، في 17 نوفمبر من نفس العام أعلن الاتحاد الدولي لكرة القدم أن المسابقة ستُقام في الفترة ما بين 1 و 11 فبراير 2021.
في الأصل كان من المقرر أن تتنافس سبعة فرق في البطولة ومع ذلك، انسحب ممثلو اتحاد أوقيانوسيا لكرة القدم وهم نادي أوكلاند سيتي بسبب جائحة فيروس كورونا 2019–20 وتدابير الحجر الصحي ذات الصلة المطلوبة من قبل سلطات نيوزيلندا. ونتيجة لذلك، تنافست ستة فرق فقط ومباراة الجولة الأولى التي كان من المقرر إجراؤها أصلاً في 1 فبراير 2021تم إلغءها وأعطي الفوز 3–0 لخصمهم في ممثل قطر المضيف نادي الدحيل، الذي تقدم تلقائيًا إلى الدور الثاني في 4 فبراير 2021.
فاز بايرن ميونخ بالمباراة النهائية 1–0 ضد تيغريس أونال ليحقق لقبه الثاني في كأس العالم للأندية. كان نادي ليفربول هو حامل اللقب، لكنه لم يستطع الدفاع عن لقبه حيث تم إقصائه في دور الـ16 من دوري أبطال أوروبا 2019–20.

## الاستضافة
مع تقديم عدة مقترحات لزيادة عدد الأندية المشاركة في منافسات كأس العالم للأندية، أرجأ الاتحاد الدولي لكرة القدم إعلان المضيف من أجل دراسة الموضوع. وفي 28 مايو 2019، أعلن الاتحاد الدولي لكرة القدم أن دولة قطر ستستضيف منافسات بطولة كأس العالم للأندية 2019 وكأس العالم للأندية 2020، بعدما أُكِّدَ الأمر في اجتماع اللجنة التنفيذية للاتحاد الدولي لكرة القدم في العاصمة الفرنسية باريس في 3 يونيو 2019.
يمثل استضافة دولة قطر لنسختي 2019 و 2020، اختباراً لمدى جاهزيتها لاستضافة منافسات كأس العالم 2022.

## الفرق المتأهلة
| الفريق                 | الاتحاد القاري                        | طريقة التأهل                                                                                            | تاريخ التأهل          | مشاركات سابقة (الخط الغليظ يشير لسنة الفوز)                             |
| يدخلون في نصف النهائي  | يدخلون في نصف النهائي                 | يدخلون في نصف النهائي                                                                                   | يدخلون في نصف النهائي | يدخلون في نصف النهائي                                                   |
| ---------------------- | ------------------------------------- | --- | --------------------- | ----------------------------------------------------------------------- |
| بايرن ميونخ            | الاتحاد الأوروبي لكرة القدم           | الفائز بدوري أبطال أوروبا 2019–20                                                                       | 23 أغسطس 2020         | الثانية (السابقة: 2013)                                                 |
| بالميراس               | كونميبول                              | الفائز بكوبا ليبرتادوريس 2020                                                                           | 30 يناير 2021         | الأولى                                                                  |
| يدخلون في ربع النهائي  |                                       | |                       |                                                                         |
| الأهلي                 | الاتحاد الأفريقي لكرة القدم           | الفائز بدوري أبطال أفريقيا 2019–20                                                                      | 27 نوفمبر 2020        | السادسة (السابقة: 2005، 2006، 2008، 2012، 2013)                         |
| أولسان هيونداي         | الاتحاد الآسيوي لكرة القدم            | الفائز بدوري أبطال آسيا 2020                                                                            | 19 ديسمبر 2020        | الثانية (السابقة: 2012)                                                 |
| تيغريس أونال           | كونكاكاف                              | الفائز بدوري أبطال الكونكاكاف 2020                                                                      | 22 ديسمبر 2020        | الأولى                                                                  |
| يدخلون في الدور الفاصل |                                       | |                       |                                                                         |
| الدحيل                 | الاتحاد الآسيوي لكرة القدم (المستضيف) | الفائز بدوري نجوم قطر 2019–20                                                                           | 21 أغسطس 2020         | الأولى                                                                  |
| أوكلاند سيتي (انسحب)   | اتحاد أوقيانوسيا لكرة القدم           | تم ترشيحه من قبل اتحاد أوقيانوسيا (الفريق الأفضل تصنيفًا في مرحلة المجموعات بدوري أبطال أوقيانوسيا 2020) | 19 نوفمبر 2020        | العاشرة (السابقة: 2006، 2009، 2011، 2012، 2013، 2014، 2015، 2016، 2017) |

## مزودو أطقم الملابس
| أديداس                   | بوما            | أمبرو  | هامل           |
| ------------------------ | --------------- | ------ | -------------- |
| بايرن ميونخ تيغريس أونال | بالميراس الدحيل | الأهلي | أولسان هيونداي |

## الملاعب
ستلعب المباريات على ثلاث ملاعب في مدينة الريان، ستستضيف الملاعب الثلاثة مباريات كأس العالم 2022. بعد انسحاب أوكلاند سيتي، تقرر عدم استخدام استاد خليفة الدولي.
| الريانكأس العالم للأندية 2020 (قطر) | الريان                  | الريان           |
| ----------------------------------- | ----------------------- | ---------------- |
| الريانكأس العالم للأندية 2020 (قطر) | استاد المدينة التعليمية | ملعب أحمد بن علي |
| الريانكأس العالم للأندية 2020 (قطر) | السعة: 45,350           | السعة: 40,740    |
| الريانكأس العالم للأندية 2020 (قطر) |                         |                  |

## الحكام
تم اختيار سبع حكام، اثني عشر حكمًا مساعدًا، وسبع حكام لتقنية الفار لإدارة مباريات البطولة.
| الاتحاد    | الحكم                          | الحكم المساعد                                                     | الحكم المساعد بالفيديو           |
| ---------- | ------------------------------ | ----------------------------------------------------------------- | -------------------------------- |
| آسيا       | محمد عبد الله حسن محمد         | - محمد الحمادي - حسن المهري                                       | خميس المري                       |
| الكاف      | ماجيتي نداي                    | - جبريل كمارا - الحاج مالك سامبا                                  | رضوان جيد                        |
| الكونكاكاف | ماريو إسكوبار                  | - نيكولاس أنديرسون - هامبرتو بانجوج                               | درو فيشر                         |
| كونميبول   | إيدينا ألفيس إستيبان أوستوجيتش | - نيوزا باك - ماريانا دي الميدا - نيكولاس تاران - ترينيداد ريشارد | - خوليو باسكونيان - نيكولاس جالو |
| أوقيانوسيا | عبد القادر زيتوني              |                                                                   |                                  |
| أوروبا     | داني ماكيلي                    | - ماريو ديكس - هيسيل ستيجسترا                                     | - كيفن بلوم - جوكيم كامفويس      |

## تشكيلات الفرق
كل فريق مشارك بالبطولة ملزم بإعلان قائمة تضم 23 لاعبًا (من بينهم ثلاثة حراس مرمى). في حالة أصيب لاعب، من حق الفريق استبداله قبل 24 ساعة من انطلاق أول مباراة للفريق.

## المباريات
تم الإعلان عن جدول المباريات في 23 ديسمبر 2020، تم تعديل الجدول مع إعلان تغيير الملاعب يوم 18 يناير 2021. أقيمت قرعة البطولة في 19 يناير 2021، على الساعة 16:00 بتوقيت وسط أوروبا (ت ع م+1)، في مقر الاتحاد الدولي لكرة القدم في زيورخ، سويسرا، لتحديد مواجهات دور الربع النهائي ونصف النهائي.
|  | المباراة الفاصلة                   | المباراة الفاصلة            |                                     |              | ربع النهائي                        | ربع النهائي                        |               |               | نصف النهائي | نصف النهائي |  |  | النهائي                             | النهائي                             |
|  | 4 فبراير – ملعب أحمد بن علي        |                             |                                     |              |                                    |                                    |               |               |             |             |  |  |                                     |                                     |
|  | الدحيل (awd.)                      | 3                           |                                     |              | 4 فبراير – استاد المدينة التعليمية | 4 فبراير – استاد المدينة التعليمية |               |               |             |             |  |  |                                     |                                     |
|  | الدحيل (awd.)                      | 3                           |                                     |              | 4 فبراير – استاد المدينة التعليمية | 4 فبراير – استاد المدينة التعليمية |               |               |             |             |  |  |                                     |                                     |
|  | أوكلاند سيتي                       | 0                           |                                     |              | الدحيل                             | 0                                  |               |               |             |             |  |  |                                     |                                     |
|  | أوكلاند سيتي                       | 0                           | 8 فبراير – ملعب أحمد بن علي         |              | الدحيل                             | 0                                  |               |               |             |             |  |  |                                     |                                     |
|  |                                    |                             |                                     |              | الأهلي                             | 1                                  |               |               |             |             |  |  |                                     |                                     |
|  | الأهلي                             | 0                           |                                     |              | الأهلي                             | 1                                  |               |               |             |             |  |  |                                     |                                     |
|  | الأهلي                             | 0                           |                                     |              |                                    |                                    |               |               |             |             |  |  |                                     |                                     |
|  |                                    |                             | بايرن ميونخ                         | 2            |                                    |                                    |               |               |             |             |  |  |                                     |                                     |
|  |                                    |                             | بايرن ميونخ                         | 2            |                                    |                                    |               |               |             |             |  |  |                                     |                                     |
|  |                                    |                             | 11 فبراير – استاد المدينة التعليمية |              |                                    |                                    |               |               |             |             |  |  |                                     |                                     |
|  |                                    |                             |                                     |              |                                    |                                    |               |               |             |             |  |  |                                     |                                     |
|  | بايرن ميونخ                        | 1                           |                                     |              |                                    |                                    |               |               |             |             |  |  |                                     |                                     |
|  | بايرن ميونخ                        | 1                           | 4 فبراير – ملعب أحمد بن علي         |              |                                    |                                    |               |               |             |             |  |  |                                     |                                     |
|  |                                    | تيغريس أونال                | 0                                   |              |                                    |                                    |               |               |             |             |  |  |                                     |                                     |
|  |                                    |                             | 0                                   | تيغريس أونال | 2                                  |                                    |               |               |             |             |  |  |                                     |                                     |
|  | 7 فبراير – استاد المدينة التعليمية |                             |                                     | تيغريس أونال | 2                                  |                                    |               |               |             |             |  |  |                                     |                                     |
|  |                                    | أولسان هيونداي              | 1                                   |              |                                    |                                    |               |               |             |             |  |  |                                     |                                     |
|  | بالميراس                           | أولسان هيونداي              | 1                                   | 0            |                                    |                                    |               |               |             |             |  |  |                                     |                                     |
|  | بالميراس                           | المركز الخامس               | المركز الخامس                       | 0            |                                    |                                    | المركز الثالث | المركز الثالث |             |             |  |  |                                     |                                     |
|  |                                    | المركز الخامس               | المركز الخامس                       |              | تيغريس أونال                       | 1                                  | المركز الثالث | المركز الثالث |             |             |  |  |                                     |                                     |
|  | أولسان هيونداي                     | 1                           | الأهلي                              | 0 (3)        | تيغريس أونال                       | 1                                  |               |               |             |             |  |  |                                     |                                     |
|  | أولسان هيونداي                     | 1                           | الأهلي                              | 0 (3)        |                                    |                                    |               |               |             |             |  |  |                                     |                                     |
|  | الدحيل                             | 3                           | بالميراس                            | 0 (2)        |                                    |                                    |               |               |             |             |  |  |                                     |                                     |
|  | الدحيل                             | 3                           | بالميراس                            | 0 (2)        |                                    |                                    |               |               |             |             |  |  |                                     |                                     |
|  | 7 فبراير – ملعب أحمد بن علي        | 7 فبراير – ملعب أحمد بن علي |                                     |              |                                    |                                    |               |               |             |             |  |  | 11 فبراير – استاد المدينة التعليمية | 11 فبراير – استاد المدينة التعليمية |

### الدور الفاصل
| الدحيل | 3–0 ألغيت | أوكلاند سيتي |
| ------ | --------- | ------------ |
|        |           |              |

### ربع النهائي
| تيغريس أونال            | 2–1   | أولسان هيونداي  |
| ----------------------- | ----- | --------------- |
| جينياك 38'، 45+5' (ر.ج) | تقرير | - كيم كي هي 24' |

| الدحيل | 0–1   | الأهلي       |
| ------ | ----- | ------------ |
|        | تقرير | - الشحات 30' |

### مباراة تحديد المركز الخامس
| أولسان هيونداي      | 1–3   | الدحيل                                        |
| ------------------- | ----- | --------------------------------------------- |
| - يون بيت غارام 62' | تقرير | - ايدميلسون 21' - مونتاري 66' - المعز علي 82' |

### نصف النهائي
| بالميراس | 0–1   | تيغريس أونال     |
| -------- | ----- | ---------------- |
|          | تقرير | جينياك 54' (ر.ج) |

| الأهلي | 0–2   | بايرن ميونخ          |
| ------ | ----- | -------------------- |
|        | تقرير | ليفاندوفسكي 17'، 86' |

### مباراة تحديد المركز الثالث
| الأهلي                                 | 0–0   | بالميراس                                                     |
| -------------------------------------- | ----- | ------------------------------------------------------------ |
|                                        | تقرير |                                                              |
| ركلات الترجيح                          |       |                                                              |
| - بانون - السولية - محسن - هاني - أجاي | 3–2   | - روني - لويز أدريانو - غوستافو سكاربا - غوميز - فيليبي ميلو |

### النهائي
| بايرن ميونخ | 1–0   | تيغريس أونال |
| ----------- | ----- | ------------ |
| بافار 59'   | تقرير |              |

## قائمة الهدافين
| الترتيب | اللاعب             | الفريق         | الأهداف |
| ------- | ------------------ | -------------- | ------- |
| 1       | أندريه بيير جينياك | تيغريس أونال   | 3       |
| 2       | روبرت ليفاندوفسكي  | بايرن ميونخ    | 2       |
| 3       | حسين الشحات        | الأهلي         | 1       |
| 3       | كيم كي هي          | أولسان هيونداي | 1       |
| 3       | ايدميلسون جونيور   | الدحيل         | 1       |
| 3       | محمد مونتاري       | الدحيل         | 1       |
| 3       | يون بيت غارام      | أولسان هيونداي | 1       |
| 3       | المعز علي          | الدحيل         | 1       |
| 3       | بنجامين بافار      | بايرن ميونخ    | 1       |

## الترتيب النهائي
| الترتيب | الفريق         | لعب | فوز | تعادل | خسارة | له | عليه | الفرق | النقاط |
| ------- | -------------- | --- | --- | ----- | ----- | -- | ---- | ----- | ------ |
| الأول   | بايرن ميونخ    | 2   | 2   | 0     | 0     | 3  | 0    | 3+    | 6      |
| الثاني  | تيغريس أونال   | 3   | 2   | 0     | 1     | 3  | 2    | 1+    | 6      |
| الثالث  | الأهلي         | 3   | 1   | 1     | 1     | 1  | 2    | 1-    | 4      |
| 4       | بالميراس       | 2   | 0   | 1     | 1     | 0  | 1    | 1-    | 1      |
| 5       | الدحيل         | 2   | 1   | 0     | 1     | 3  | 2    | 1+    | 3      |
| 6       | أولسان هيونداي | 2   | 0   | 0     | 2     | 2  | 5    | 3-    | 0      |

## الجوائز
تم تسليم الجوائز التالية في ختام البطولة. فاز روبرت ليفاندوفسكي من بايرن ميونيخ بجائزة الكرة الذهبية، برعاية شركة أديداس، والتي تم منحها بالاشتراك من علي بابا كلاود.
| الكرة الذهبية                   | الكرة الفضية                      | الكرة البرونزية           |
| ------------------------------- | --------------------------------- | ------------------------- |
| روبرت ليفاندوفسكي (بايرن ميونخ) | أندرية بيير جينياك (تيغريس أونال) | جوشوا كيميش (بايرن ميونخ) |
| جائزة فيفا للعب النظيف          |                                   |                           |
| الدحيل                          |                                   |                           |

## هوامش
1. 1 2  في 15 يناير 2021، أعلن الفيفا أن أوكلاند سيتي قد انسحب من المسابقة بسبب جائحة فيروس كورونا وتدابير الحجر الصحي التي تتطلبها سلطات نيوزيلندا.[12]
2. ↑  في 4 سبتمبر 2020، أعلن اتحاد أوقيانوسيا لكرة القدم عن إلغاء مرحلة خروج المغلوب من دوري أبطال أوقيانوسيا 2020 بسبب قيود السفر التي فٌرضت بسبب جائحة فيروس كورونا، وأن لا بطل سيتم تحديده.[13] في 19 من نوفمبر 2020، تم تحديد أوكلاند سيتي كممثل لقارة أوقيانوسيا من طرف اللجنة التنفيذية لاتحاد أوقيانوسيا بناءً على القواعد الموجودة في لوائح المنافسة لدوري أبطال أوقيانوسيا ، والتي حددت ترتيب كل فريق بعد دور المجموعات، حيث احتل أوكلاند سيتي المرتبة الأولى.[14]
3. ↑  تم استبدال الحكم الأوروغواياني ليودان غونزاليس بإستيبان أوستوجيتش لأسباب صحية.[19]

## وصلات خارجية
- الموقع الرسمي